# Cnemarchus rufipennis
El birro alirrufo (Cnemarchus rufipennis), también denominado birro gris (en Argentina), atrapamoscas de membrana rufa, mero de ala canela (en Chile) o ala-rufa canelo (en Perú), es una especie de ave paseriforme de la familia Tyrannidae, una de las dos pertenecientes al género Cnemarchus; hasta el año 2020 era situada en el género monotípico Polioxolmis. Es nativo de regiones andinas del centro-oeste de América del Sur.

## Descripción
El birro alirrufo es relativamente grande, mide alrededor de 21 cm de longitud. Por arriba es gris ceniza con la región supraloral blanquecina; las cobertoras inferiores de las alas y una amplia banda a lo largo de las plumas de vuelo son canela; la cola es morena con la mitad de la base canela. Por abajo es de un gris ceniza ligeramente más pálido, el bajo vientre y el criso blancos. El pico y las patas son negros.

## Distribución y hábitat

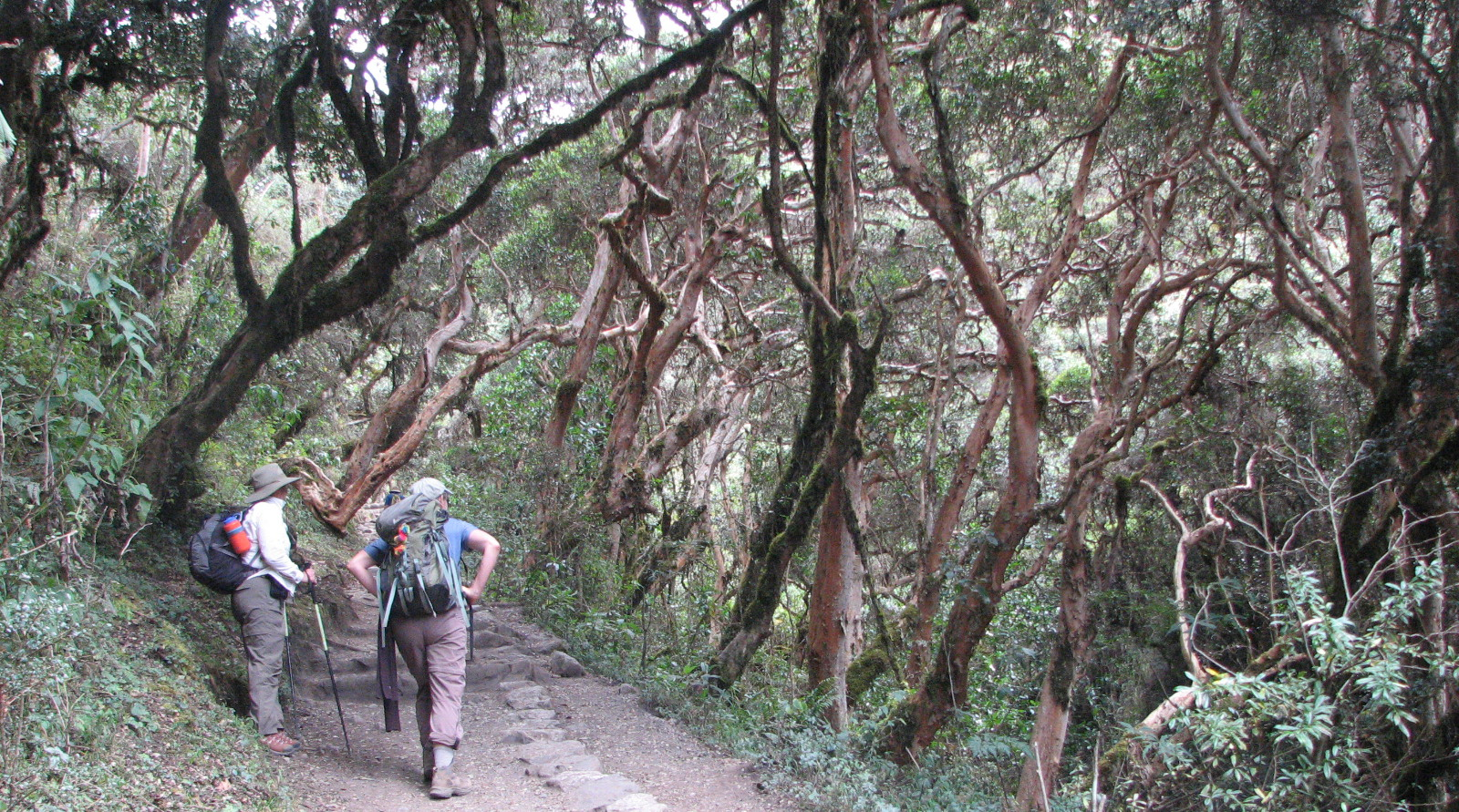
Bosque de quéñoa, en Perú, ejemplo de hábitat de esta especie.

Se distribuye por la región andina altiplánica, desde el centro de Perú, el oeste de Bolivia, el extremo norte de Chile, y el noroeste de la Argentina, en las provincias de Jujuy y Salta.
Esta especie es considerada poco común y local en sus hábitats naturales: los terrenos semiabiertos, como pastizales arbustivos áridos, quebradas rocosas, y bosques de queñoas Polylepis, en zonas montañosas, a gran altitud, principalmente entre 3000 y 4400 m.

## Comportamiento
Es encontrada solitaria o en pares y es conspicua, a pesar de que siempre parece ocurrir en muy bajas densidades. Se la considera endémica de grandes alturas y fuertemente asociada a zonas arboladas de queñoa (Polylepis tarapacana) y puya (Puya raimondii).

### Alimentación
Se alimenta principalmente descendiendo al suelo para capturar insectos, menos frecuentemente lo hace en vuelo.

### Reproducción
En Perú, se registran nidadas en fines de diciembre y los primeras crías volando en febrero.

### Vocalización
Usualmente callada, sabe dar un «triiu» suave.

## Sistemática

### Descripción original
La especie C. rufipennis fue descrita originalmente por el ornitólogo polaco Władysław Taczanowski en el año 1874, bajo el nombre científico Muscisaxicola rufipennis. Su localidad tipo es: «Maraynioc, Perú».

### Etimología
El nombre genérico masculino «Cnemarchus» se compone de las palabras del griego «knēmos» que significa ‘ladera de la montaña’, y «arkhos» que significa ‘jefe, mandante’; y el nombre de la especie «rufipennis», se compone de las palabras del latín «rufus» que significa ‘rojo, rufo’  y «pennis» que significa ‘de alas’.

### Taxonomía
Anteriormente la especie era situada en los géneros Cnemarchus o  Xolmis, y se la unió también con los integrantes del género Myiotheretes. Su inclusión en un género monotípico Polioxolmis se sustentó sobre la base de evidencias morfológicas, en especial en la siringe, entre otras. Los estudios de Tello et al. (2009) confirmaron que era hermana de Cnemarchus erythropygius con quien comparte características de plumaje, de hábitat y vocalizaciones. Los estudios genéticos de Chesser at al. (2020) confirmaron y sugirieron la colocación de la presente especie en Cnemarchus. El Comité de Clasificación de Sudamérica (SACC) aprobó este cambio en la Propuesta No 885 de septiembre de 2020.

### Subespecies
Según las clasificaciones del Congreso Ornitológico Internacional (IOC) y Clements Checklist/eBird v.2021, se reconocen dos subespecies, con su correspondiente distribución geográfica:
- Cnemarchus rufipennis rufipennis (Taczanowski, 1874) – región andina altiplánica de Perú ((hacia el sur desde el sur de Amazonas, Cajamarca y Lambayeque hasta Cuzco y Arequipa), en el oeste de Bolivia (noroeste de Oruro) y norte de Chile (Arica).
- Cnemarchus rufipennis bolivianus Fjeldså, 1990 – región andina altiplánica del sureste de Perú (Puno), Bolivia, y el noroeste de Argentina.